# Précy-sous-Thil
Pour les articles homonymes, voir Précy et Thil.
Précy-sous-Thil est une commune française située dans le département de la Côte-d'Or, en région Bourgogne-Franche-Comté.

## Géographie
Précy-sous-Thil se situe en Auxois, aux portes du Morvan.

### Climat
Pour des articles plus généraux, voir Climat de la Bourgogne-Franche-Comté et Climat de la Côte-d'Or.
En 2010, le climat de la commune est de type climat des marges montargnardes, selon une étude du Centre national de la recherche scientifique s'appuyant sur une série de données couvrant la période 1971-2000. En 2020, Météo-France publie une typologie des climats de la France métropolitaine dans laquelle la commune est exposée à un climat océanique altéré et est dans la région climatique  Lorraine, plateau de Langres, Morvan, caractérisée par un hiver rude (1,5 °C), des vents modérés et des brouillards fréquents en automne et hiver. 
Pour la période 1971-2000, la température annuelle moyenne est de 10,5 °C, avec une amplitude thermique annuelle de 16,8 °C. Le cumul annuel moyen de précipitations est de 921 mm, avec 12,5 jours de précipitations en janvier et 8,5 jours en juillet. Pour la période 1991-2020, la température moyenne annuelle observée sur la station météorologique de Météo-France la plus proche, « Semur En Auxois_sapc », sur la commune de Semur-en-Auxois à 12 km à vol d'oiseau, est de 11,2 °C et le cumul annuel moyen de précipitations est de 778,0 mm,. Pour l'avenir, les paramètres climatiques de la commune estimés pour 2050 selon différents scénarios d'émission de gaz à effet de serre sont consultables sur un site dédié publié par Météo-France en novembre 2022.

## Urbanisme

### Typologie
Au 1er janvier 2024, Précy-sous-Thil est catégorisée commune rurale à habitat dispersé, selon la nouvelle grille communale de densité à 7 niveaux définie par l'Insee en 2022.
Elle est située hors unité urbaine. Par ailleurs la commune fait partie de l'aire d'attraction de Semur-en-Auxois, dont elle est une commune de la couronne,. Cette aire, qui regroupe 54 communes, est catégorisée dans les aires de moins de 50 000 habitants,.

### Occupation des sols
L'occupation des sols de la commune, telle qu'elle ressort de la base de données européenne d’occupation biophysique des sols Corine Land Cover (CLC), est marquée par l'importance des territoires agricoles (87,8 % en 2018), en diminution par rapport à 1990 (90,7 %). La répartition détaillée en 2018 est la suivante : prairies (54,5 %), terres arables (27,2 %), zones urbanisées (9,2 %), zones agricoles hétérogènes (6,1 %), forêts (3 %). L'évolution de l’occupation des sols de la commune et de ses infrastructures peut être observée sur les différentes représentations cartographiques du territoire : la carte de Cassini (XVIIIe siècle), la carte d'état-major (1820-1866) et les cartes ou photos aériennes de l'IGN pour la période actuelle (1950 à aujourd'hui).

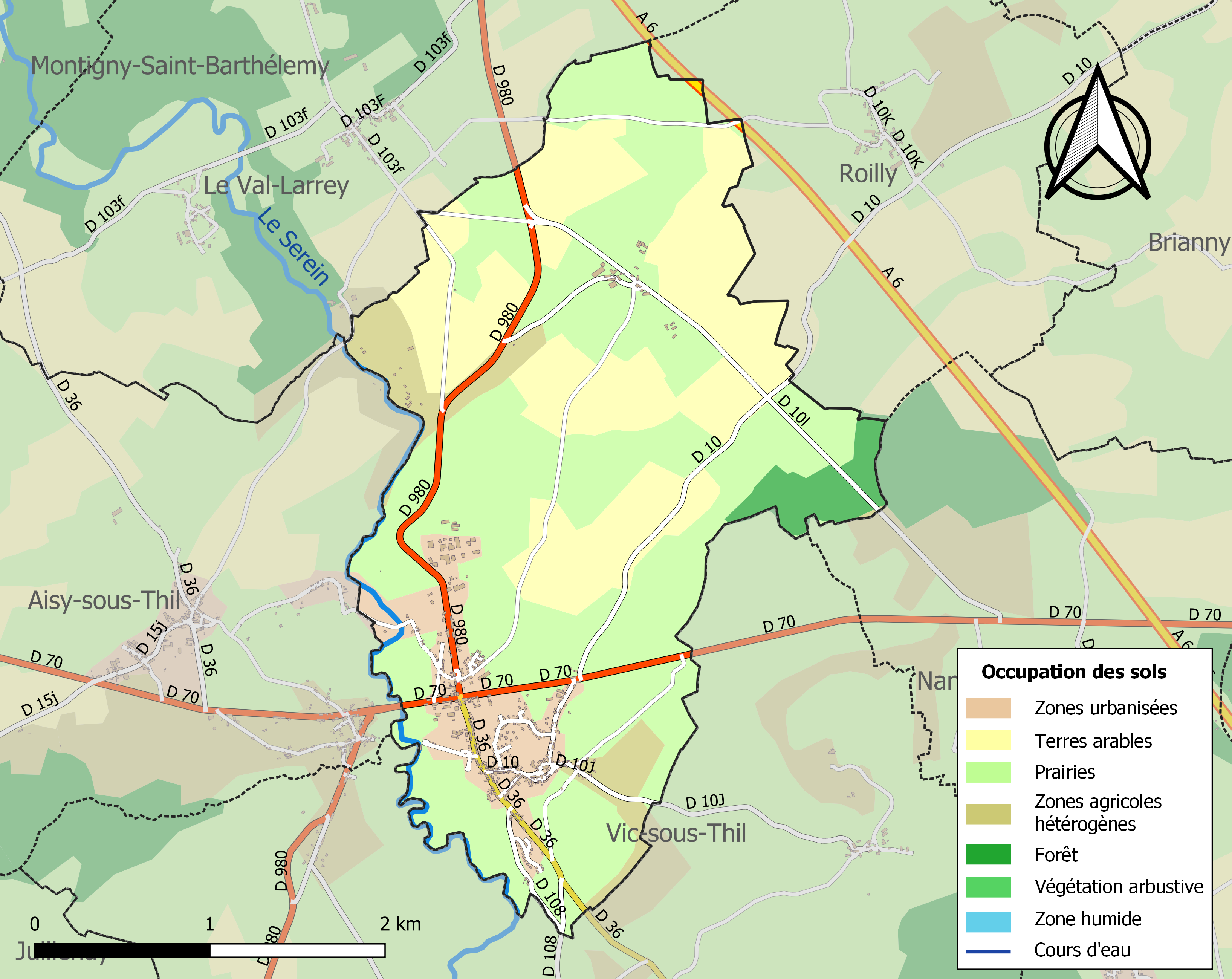
Carte des infrastructures et de l'occupation des sols de la commune en 2018 (CLC).

## Histoire
Au début du XIe siècle, Miles de Thil, seigneur de Thil, fonde un prieuré, bénédictin, rattaché à l'abbaye de Flavigny. Trois moines y étaient attachés, desservant les actuelles communes de Précy-sous-Thil, Vic-sous-Thil et le troisième Montigny-sur-Armançon. Les moines abandonnent le prieuré en 1681.
L'église de la Sainte-Trinité est placée sous le patronage de l'abbé de Flavigny par le pape Calixte II. Cette donation est confirmée par Anastase IV en 1154.
Comprenant 31 feux au Moyen Âge, Précy-sous-Thil (ou Pressy-sous-Thil) possédait des foires et un marché.
Au XIXe siècle, dans le contexte de la révolution industrielle et l'exploitation du charbon en Côte-d'Or, le comte Champion de Nansouty envisage d'ériger un complexe sidérurgique entre Précy-sous-Thil et Aisy-sous-Thil, au niveau de Maisonneuve. Si le projet fut moins ambitieux que prévu, une ligne de chemin de fer reliant Thoste et l'usine est néanmoins construite au début des années 1860. Conséquence de l'épuisement du minerai argileux, la mine de Thoste-Beauregard et les trois hauts-fourneaux au coke de Maisonneuve ferment en 1878.
Lors des évènements liés à la Commune, Précy-sous-Thil se distingue, comme Semur-en-Auxois, pour son soutien aux communards. Certains notables comme le médecin du village et un marchand d'étoffe se déclarent même comme des soutiens actifs.
La commune de Précy-sous-Thil posséda cinq moulins durant son histoire, dont ceux de Quatre-sous et Chantereine. Ce dernier, construit entre 1740-145, fut longtemps un moulin à farine avant de devenir un site de production électrique au XXe siècle.
Jusqu'au redécoupage cantonal de 2014, Précy-sous-Thil était le chef-lieu du canton de Précy-sous-Thil. Depuis, Précy-sous-Thil et son canton sont intégrés au canton de Semur-en-Auxois.

## Politique et administration
| Période                                  | Période  | Identité          | Étiquette | Qualité |
| ---------------------------------------- | -------- | ----------------- | --------- | --- |
| mars 2001                                | en cours | Martine Eap-Dupin | LR        | Conseillère départementale du Canton de Semur-en-Auxois Ancienne conseillère générale de l'ancien Canton de Précy-sous-Thil Présidente de la Communauté de communes des Terres d'Auxois |
| Les données manquantes sont à compléter. |          |                   |           | |

## Démographie
L'évolution du nombre d'habitants est connue à travers les recensements de la population effectués dans la commune depuis 1793. Pour les communes de moins de 10 000 habitants, une enquête de recensement portant sur toute la population est réalisée tous les cinq ans, les populations de référence des années intermédiaires étant quant à elles estimées par interpolation ou extrapolation. Pour la commune, le premier recensement exhaustif entrant dans le cadre du nouveau dispositif a été réalisé en 2007.

En 2022, la commune comptait 716 habitants, en évolution de −2,59 % par rapport à 2016 (Côte-d'Or : +0,82 %, France hors Mayotte : +2,11 %).
| 1793 | 1800 | 1806 | 1821 | 1836 | 1841 | 1846 | 1851 | 1856 |
| ---- | ---- | ---- | ---- | ---- | ---- | ---- | ---- | ---- |
| 536  | 556  | 556  | 537  | 762  | 811  | 832  | 846  | 803  |

| 1861 | 1866 | 1872 | 1876 | 1881 | 1886 | 1891 | 1896 | 1901 |
| ---- | ---- | ---- | ---- | ---- | ---- | ---- | ---- | ---- |
| 834  | 838  | 862  | 875  | 823  | 822  | 825  | 765  | 766  |

| 1906 | 1911 | 1921 | 1926 | 1931 | 1936 | 1946 | 1954 | 1962 |
| ---- | ---- | ---- | ---- | ---- | ---- | ---- | ---- | ---- |
| 734  | 702  | 637  | 643  | 606  | 613  | 595  | 590  | 612  |

| 1968 | 1975 | 1982 | 1990 | 1999 | 2006 | 2007 | 2012 | 2017 |
| ---- | ---- | ---- | ---- | ---- | ---- | ---- | ---- | ---- |
| 583  | 535  | 592  | 603  | 708  | 752  | 758  | 775  | 714  |

| 2022 | - | - | - | - | - | - | - | - |
| ---- | - | - | - | - | - | - | - | - |
| 716  | - | - | - | - | - | - | - | - |

## Culture locale et patrimoine

### Lieux et monuments

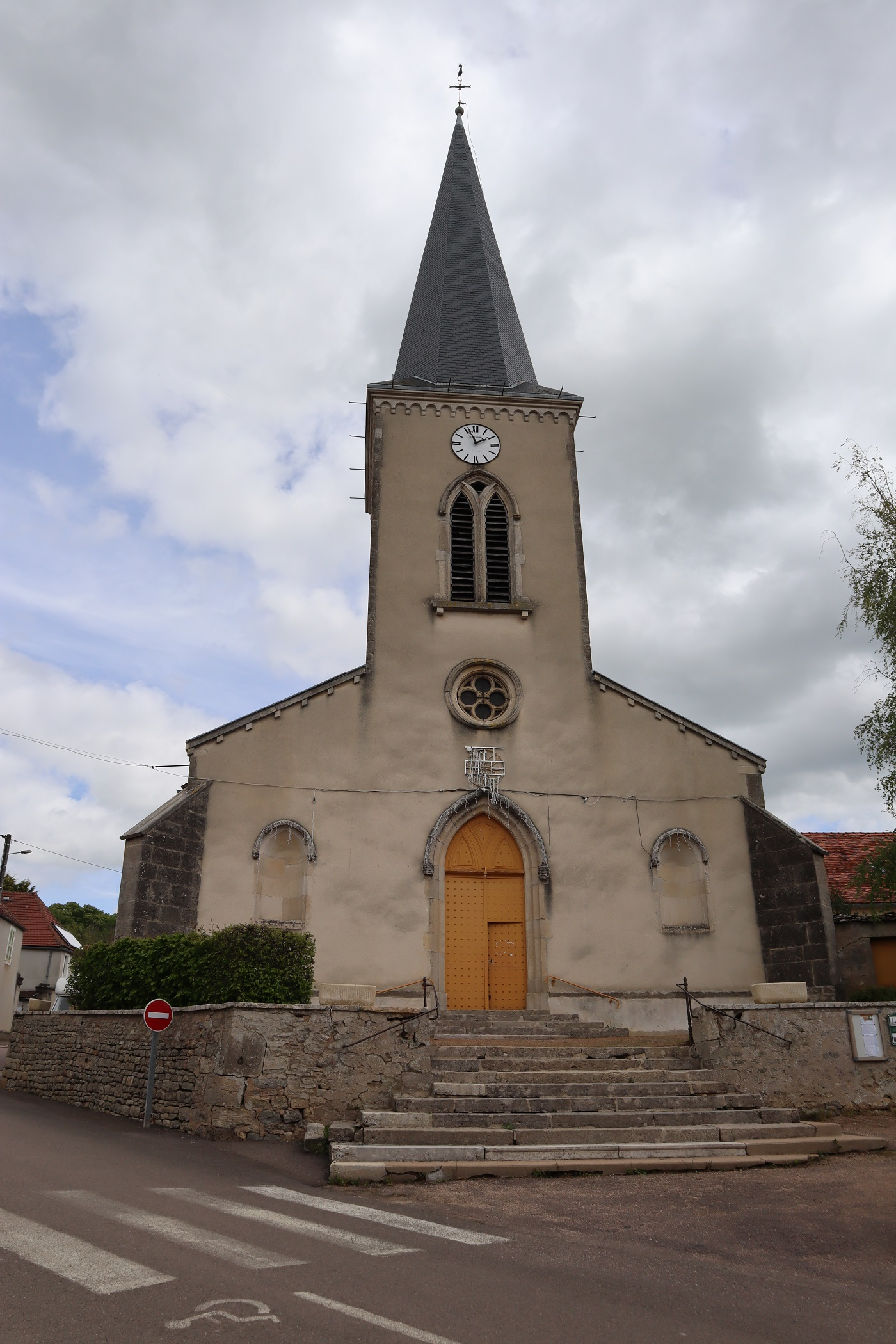
L'église de la Sainte-Trinité.

- Collégiale de Thil. Elle est située aujourd'hui sur la commune de Vic-sous-Thil[23].
- Monument aux morts, orné d'un poilu d'Albert David, statuaire à Paris.

### Personnalités liées à la commune
- Jean de Précy (? - 1353), bénédictin, abbé de Saint-Germain-des-Prés, traducteur du commentaire de Bernard de Montcassin sur la Règle de saint Benoit[24].
- Jacques Dubois (maître écrivain), auteur d'une Histoire de l'écriture (1772).
- Claude Michel Ernest de Neuchèze (16 juin 1807 à Précy-sous-Thil - 24 juin 1859 à Medole), grand officier de la Légion d'honneur, lieutenant-colonel du 8e régiment d'infanterie, tué à la bataille de Solférino.
- Armand Lévy (1827-1891), avocat et journaliste, ami du poète polonais Adam Mickiewicz, est né à Précy-sous-Thil.

### Héraldique
| Blason de Précy-sous-Thil | Blason  | D'or à trois lionceaux de gueules armés et lampassés de sable, chaussé de sinople.                                                   |
| Blason de Précy-sous-Thil | Détails | Le blason de la commune de Précy-sous-Thil reprend le blason des seigneurs de Thil. Le statut officiel du blason reste à déterminer. |